# 2008년 하계 올림픽 마다가스카르 선수단
마다가스카르는 2008년 8월 8일부터 24일까지 중화인민공화국 베이징에서 열린 제29회 하계 올림픽에 참가했다.

## 메달 집계

### 메달리스트
| 메달 | 이름 | 종목 | 세부 종목 | 날짜 |
| ---- | ---- | ---- | --------- | ---- |